# Infest
Infest ist das zweite Studioalbum der US-amerikanischen Rockband Papa Roach, das im April 2000 erschien und zum weltweiten Millionenseller avancierte.

## Entstehung und Veröffentlichung
Die Erstveröffentlichung von Infest erfolgte am 25. April 2000 bei DreamWorks Records. Das Album erschien in seiner Originalausführung als CD mit elf Titeln (Katalognummer: 450223-2). Die in den Vereinigten Staaten erhältliche „Clean Version“ des Albums (bereinigt um Schimpfwörter und andere, als anstößig beurteilte Inhalte) enthält anstatt Blood Brothers das Lied Legacy (Katalognummer: 0044-50240-2). Die im Vereinigten Königreich erhältliche Ausführung enthält als Bonustitel sowohl Legacy als auch eine Liveversion von Dead Cell sowie den offiziellen Videoclip zu Last Resort (Katalognummer: 450 316-2). Auf dem Frontcover des Albums ist eine auf den Bandnamen „Papa Roach“ anspielende Kakerlake zu sehen.
Geschrieben wurden die Lieder gemeinsam von den Papa-Roach-Mitgliedern Dave Buckner, Tobin Esperance, Jerry Horton und Jacoby Shaddix. Für die Produktion zeichnete Jay Baumgardner verantwortlich.

## Inhalt und Stil
Das Album wurde von Fachmagazinen dem zu dieser Zeit sehr angesagten Nu Metal zugeordnet, aufgrund der prominenten Rap-Einlagen wurden teils Vergleiche zu Rage Against the Machine gezogen. Die Songs seien jedoch insgesamt „wie Popsongs strukturiert“ und damit wie für den Massenmarkt gemacht.
Thematisch greift das Album auf direkte Art und Weise sehr persönliche Aspekte auf, so unter anderem die Scheidung der Eltern des Sängers Jacoby Shaddix (Broken Home), seine Probleme mit ADHS (Thrown Away) und auch Alkoholismus (Binge). Dies wurde gerade mit etwas zeitlichem Abstand von einigen Musikkritikern negativ ausgelegt: Papa Roach würden den Spagat zwischen tiefsinnig und dumpf oft nicht erfolgreich bewältigen.

## Titelliste
1. Infest – 4:09
2. Last Resort – 3:19
3. Broken Home – 3:41
4. Dead Cell – 3:06
5. Between Angels and Insects – 3:54
6. Blood Brothers – 3:33
7. Revenge – 3:42
8. Snakes – 3:29
9. Never Enough – 3:35
10. Binge – 3:47
11. Thrown Away – 9:37 (enthält den Hidden Track Tightrope)

## Singleauskopplungen
| Jahr | Titel                    | Höchstplatzierung, Gesamtwochen, AuszeichnungChartplatzierungen (Jahr, Titel, , Platzierungen, Wochen, Auszeichnungen, Anmerkungen) | Höchstplatzierung, Gesamtwochen, AuszeichnungChartplatzierungen (Jahr, Titel, , Platzierungen, Wochen, Auszeichnungen, Anmerkungen) | Höchstplatzierung, Gesamtwochen, AuszeichnungChartplatzierungen (Jahr, Titel, , Platzierungen, Wochen, Auszeichnungen, Anmerkungen) | Höchstplatzierung, Gesamtwochen, AuszeichnungChartplatzierungen (Jahr, Titel, , Platzierungen, Wochen, Auszeichnungen, Anmerkungen) | Höchstplatzierung, Gesamtwochen, AuszeichnungChartplatzierungen (Jahr, Titel, , Platzierungen, Wochen, Auszeichnungen, Anmerkungen) | Höchstplatzierung, Gesamtwochen, AuszeichnungChartplatzierungen (Jahr, Titel, , Platzierungen, Wochen, Auszeichnungen, Anmerkungen) | Anmerkungen                                                    |
| Jahr | Titel                    | DE | AT | CH | UK | US | Rock | Anmerkungen                                                    |
| ---- | ------------------------ | --- | --- | --- | --- | --- | --- | -------------------------------------------------------------- |
| 2000 | Last Resort              | DE4 ×2Doppelplatin · (17 Wo.)DE | AT7 (19 Wo.)AT | CH25 (21 Wo.)CH | UK3 ×2Doppelplatin · (14 Wo.)UK | US57 ×6Sechsfachplatin · (20 Wo.)US                                                                                                 | Rock19 (8 Wo.)Rock | Erstveröffentlichung: 18. September 2000 Verkäufe: + 8.650.000 |
| 2001 | Broken Home              | DE34 (9 Wo.)DE | AT42 (8 Wo.)AT | CH96 (1 Wo.)CH | — | — | — | Erstveröffentlichung: 8. Januar 2001                           |
| 2001 | Between Angels & Insects | DE94 (3 Wo.)DE | — | — | UK17 Silber · (6 Wo.)UK | — | — | Erstveröffentlichung: 5. April 2001 Verkäufe: + 200.000        |

grau schraffiert: keine Chartdaten aus diesem Jahr verfügbar

## Rezeption

### Rezensionen
- Das deutsche Magazin Visions führte Infest auf einer Liste der 30 wichtigsten Alben des Nu Metal.[9]

### Mediale Verwendung
- Blood Brothers wurde beim Videospiel Tony Hawk’s Pro Skater 2 sowie bei FlatOut 2 verwendet.
- Blood Brothers und Last Resort wurde im Action-Film The One verwendet.
- Never Enough ist Teil des Soundtracks zum Spiel Gran Turismo 3.

## Kommerzieller Erfolg

### Chartplatzierungen
Infest avancierte zum Top-10-Erfolg in Deutschland und den Vereinigten Staaten (je Rang 5), Belgien, Finnland und dem Vereinigten Königreich (je Rang 9).
| ChartsChartplatzierungen       | Höchstplatzierung | Wochen |
| ------------------------------ | ----------------- | ------ |
| Deutschland (GfK)              | 5 (32 Wo.)        | 32     |
| Österreich (Ö3)                | 12 (27 Wo.)       | 27     |
| Schweiz (IFPI)                 | 16 (32 Wo.)       | 32     |
| Vereinigte Staaten (Billboard) | 5 (65 Wo.)        | 65     |
| Vereinigtes Königreich (OCC)   | 9 (37 Wo.)        | 37     |

| ChartsJahrescharts (2001)    | Platzierung |
| ---------------------------- | ----------- |
| Deutschland (GfK)            | 64          |
| Schweiz (IFPI)               | 90          |
| Vereinigtes Königreich (OCC) | 59          |

### Auszeichnungen für Musikverkäufe
| Land/Region                  | Auszeichnungen für Musikverkäufe (Land/Region, Auszeichnung, Verkäufe) | Verkäufe  |
| ---------------------------- | ---------------------------------------------------------------------- | --------- |
| Deutschland (BVMI)           | Platin                                                                 | (500.000) |
| Europa (IFPI)                | Platin                                                                 | 1.000.000 |
| Kanada (MC)                  | 2× Platin                                                              | 200.000   |
| Neuseeland (RMNZ)            | Gold                                                                   | 7.500     |
| Österreich (IFPI)            | Gold                                                                   | (25.000)  |
| Schweiz (IFPI)               | Gold                                                                   | (25.000)  |
| Vereinigte Staaten (RIAA)    | 4× Platin                                                              | 4.000.000 |
| Vereinigtes Königreich (BPI) | Platin                                                                 | (300.000) |
| Insgesamt                    | 3× Gold · 9× Platin ·                                                  | 5.207.500 |